# Li Dashuang
Li Dashuang (李大双S, Lǐ DàshuāngP; 1º novembre 1973) è un ex ginnasta cinese,fratello gemello di Li Xiaoshuang.

## Palmarès

### Olimpiadi
- 1 medaglia:
  - 1 argento (Barcellona 1992 nel concorso a squadre)

### Mondiali
- 1 medaglia:
  - 1 oro (Dortmund 1994 nel concorso a squadre)